# Amblyopone rothneyi
Amblyopone rothneyi é uma espécie de formiga do gênero Amblyopone.